# Bistum Jhabua
Das Bistum Jhabua (lat.: Dioecesis Jhabuensis) ist eine in Indien gelegene römisch-katholische Diözese. Es ist eine Suffragandiözese des Erzbistums Bhopal.

## Geschichte
Das Bistum Jhabua entstand am 25. März 2002 aus Gebietsteilen der Bistümer Indore und Udaipur. Erster Bischof wurde der Steyler Missionar Chacko Thottumarickal.

## Bischöfe von Jhabua
- Chacko Thottumarickal SVD (2002–2008)
- Devprasad John Ganawa SVD (2009–2012)
- Basil Bhuriya SVD (2015–2021)
- Peter Rumal Kharadi (seit 2023)